# Senfter
La Senfter Holding AG è un'azienda italiana inizialmente specializzata nella produzione di speck, bresaola, e altri prodotti alimentari, adesso principalmente specializzata nel turismo.

## Storia
La ditta nacque nel 1857, ad opera di Peter Ferdinand Senfter, presso una macelleria di San Candido che iniziò a produrre artigianalmente speck per il consumo locale in Val Pusteria, utilizzando i propri allevamenti. L'"Antica macelleria Senfter" fu agli inizi del XX secolo fornitrice ufficiale della corte imperiale asburgica e, in seguito, gestita dai fratelli Ferdinand e Karl Senfter dell'esercito italiano.
A partire dal 1967 è divenuta, ad opera del figlio di Ferdinand, Franz Senfter, una vera e propria industria. Nel 1981 si differenzia il settore delle carni macellate da quello della produzione di salumi, con la costruzione di un macello (Pustertaler Fleischhof). Nel 1984 inizia l'esportazione in Germania, con la costituzione di una apposita società di distribuzione, con sede presso Monaco di Baviera. Lo stabilimento di produzione di salumi di San Candido viene modernizzato nel 1988 e nel 1994 la società ottiene la certificazione ISO 9001.
Nel 1995 nascono la Rds s.r.l. ("Ragnatela degli specialisti"), società di distribuzione con sede a Bologna e una joint venture in Cina con la società locale Shineway, iniziando la produzione di salumi per il mercato cinese. A Rotterdam viene costituita una società di intermediazione per l'acquisto di carni fresche. L'anno successivo viene costituita la "Senfter Service" s.r.l., con sede a Rasun, per il commercio delle carni fresche in Alto Adige.
Nel 2001 in una joint venture con la Unibon s.c.a.r.l. dà vita alla Grandi Salumifici Italiani S.p.A., inizialmente con il nome di "Italia Salumi", con sede a Modena.
Nel 2004 acquista la Gasser s.p.a..
Sempre nello stesso anno il signor Senfter fa nascere la fondazione Harpfe, con lo scopo di conservare i beni culturali sudtirolesi.
Il 12 gennaio 2018 la Senfter Holding Spa cede alla Unibon Spa la sua quota del 50% di Grandi Salumifici Italiani uscendo di fatto dalla produzione industriale di salumi, dedicandosi unicamente al turismo, con la gestione di alcuni rifugi, piste sciistiche ed escursioni sulle Dolomiti, riservando i prodotti alimentari ai fruitori dei loro alberghi.